# 小行星7918
小行星7918（7918 Berrilli）是一颗绕太阳运转的小行星，为主小行星带小行星。该小行星于1981年3月19日发现。

## 轨道参数
小行星7918的轨道半长轴为365 659 172 km，2.4442458 UA，离心率为0.224。